# Combretum indicum
Комбретум індійський (Combretum indicum) — вид рослин роду комбретум (Combretum).

## Будова

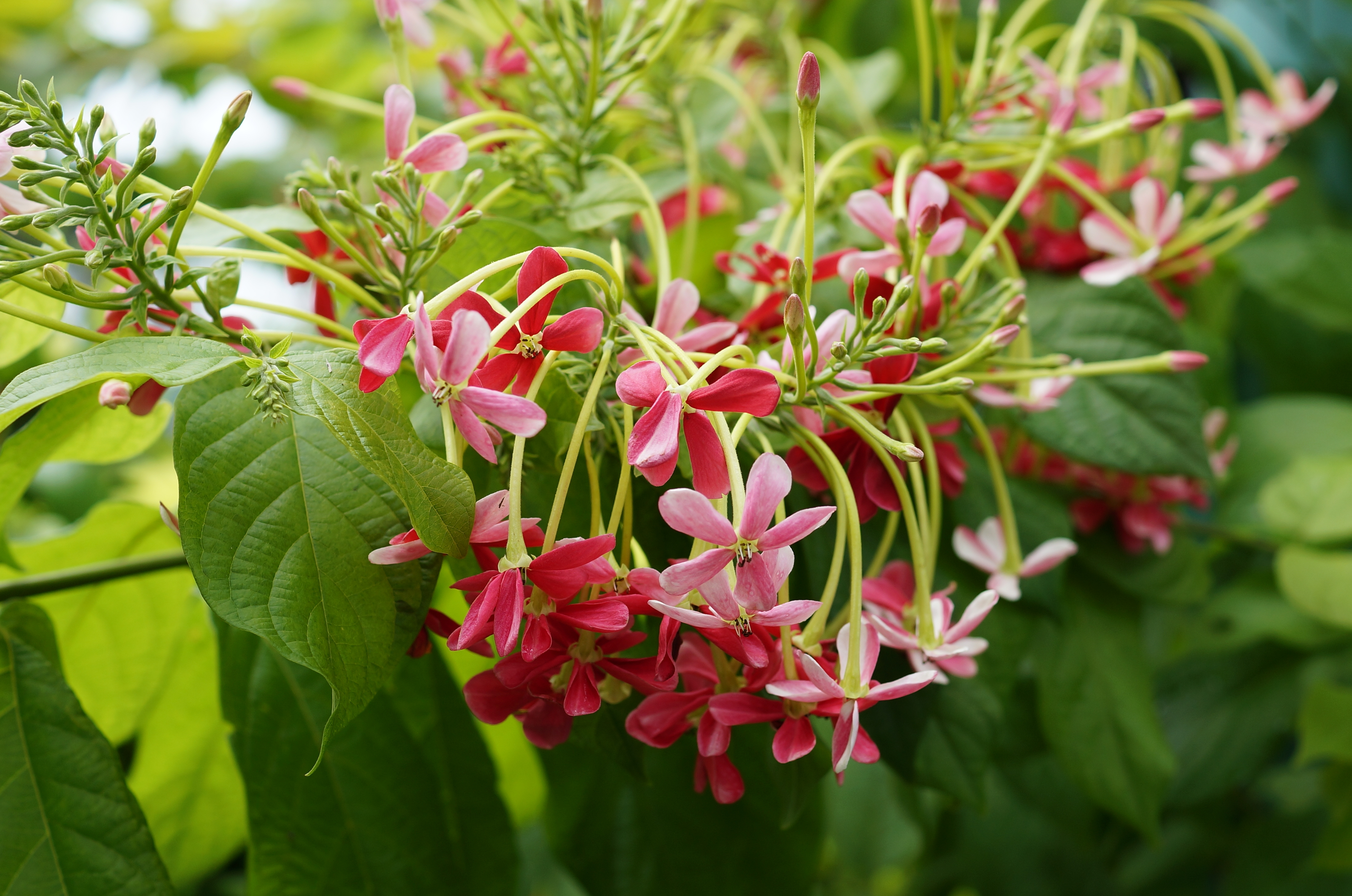
Суцвіття

Кущиста ліана із зіркоподібними квітами у густих суцвіттях. Вони мають сильний приємний запах, схожий на бузковий. Квіти вкривають усю рослину в період цвітіння і мають різний відтінок кольору від майже білих до темно рожевих, що робить рослину надзвичайно декоративною. Складні листки парнорноперисті. Плід довгастий чорний гладкий з гострими краями.

## Поширення та середовище існування
Походить з Південно-східної Азії - Бірма, Малайський півострів, Нова Гвінея, Філіппіни

## Практичне використання
Застосовується у декоративному озеленені. Особливо популярний тайський гібрид з подвійними квітами.